# Strümp
Strümp ist einer von acht Stadtteilen der Stadt Meerbusch. Strümp liegt im Zentrum des Stadtgebietes, und hier leben ca. 11 % der Gesamtbevölkerung von Meerbusch (6.225 von 58.496 Einwohnern, Stand: 2021).
Der Name des Ortes leitet sich vermutlich von der Strempe ab, einem Bach, der durch den Ort fließt und der in der Nähe sein Quellgebiet hat.

## Geographie
Strümp liegt im Zentrum des Gebietes der Stadt Meerbusch, umringt von den anderen Stadtteilen:
| Schloss Pesch, Ossum-Bösinghoven | Lank-Latum                                  | Nierst                  |
| Osterath                         | Kompassrose, die auf Nachbargemeinden zeigt | Ilverich, Langst-Kierst |
| Bovert                           | Haus Meer                                   | Büderich                |

Der Ort selbst gliedert sich grob in den Ortskern an der Xantener Straße und die etwas außerhalb gelegenen Siedlungen Schürkesfeld (Richtung Bösinghoven) und Rottfeld / Strümper Busch (Richtung Osterath), sowie einige einzeln liegende Bauernhöfe.
Im Norden und Osten durchschneiden die Autobahnen 44 und 57 die Strümper Gemarkung (siehe Abschnitt Verkehr unten).
Das gesamte Ortsgebiet liegt auf einer Flussterrasse des Niederrheines (Niederrheinische Bucht) und ist sehr flach. Der sogenannte „Strümper Berg“ ist kaum merklich höher als das Umland.
Östlich und südöstlich von Strümp erstrecken sich bis zum Rhein ausgedehnte Felder und Wiesen. Die landwirtschaftlichen Wege sind vielfach befestigt und laden zum Spazierengehen, Radfahren oder Inline-Skaten ein. Das Naturschutzgebiet Ilvericher Altrheinschlinge ist Rückzugsraum für seltene Tier- und Pflanzenarten und dient als Rückhalteraum für mögliche Rhein-Hochwasser.
Rund um Strümp finden sich außerdem einige größere Waldgebiete (vielfach feuchte Bruchwälder): Der Strümper Busch im Süden, der Lanker Bruch im Nordosten und der Herrenbusch im Nordwesten (zu Schloss Pesch).

## Geschichte
Teile einer frühmittelalterlichen Siedlung wurden 1990/91 ergraben. Auf etwa 180 × 70 m Fläche konnten etwa 20 Grubenhäuser, mehrere Speicherbauten und drei Brunnen nachgewiesen werden, während die eigentlichen Wohnbauten nicht mehr erhalten waren. Die Funde setzen Ende des 5. Jahrhunderts ein und dauern bis mindestens in das frühe 8. Jahrhundert. Zum Jahr 1090/1120 wird Strümp als Streimpeche erstmals in den Schriftquellen erwähnt. Von 1392 bis 1794 gehörte Strümp zum kurkölnischen Amte Linn.
Bis Mitte des 20. Jahrhunderts war Strümp ein Streudorf bestehend im Wesentlichen aus Einzelhofanlagen ohne Dorfkern. Lediglich im Bereich der Xantener Straße – dort wo auch heute der Kern liegt – ist eine Verdichtung der Bebauung ab dem 19. Jh. auszumachen. Um 1850 zählte Strümp etwa 500 Einwohner.
Den geistigen Mittelpunkt des Dorfes bildete lange Zeit die Kapelle St. Amandus und St. Vedastus, die bis ins 12. Jahrhundert zurückreicht. Obwohl Strümp kirchlich zu Lank gehörte, bemühten sich die stolzen Strümper sehr, ihre Eigenständigkeit als Pfarrgemeinde zu erlangen bzw. zu bewahren. Die Kapelle wurde 1888 wegen Baufälligkeit und Blitzschlag vom Baumeister Vincenz Statz neu errichtet, dann aber im Zweiten Weltkrieg schwer beschädigt. Ab 1961 wurde sie daher durch eine neue, deutlich größere Kirche ersetzt, die St. Franziskus geweiht ist (siehe unten Abschnitt Bauwerke).
Bis 1953 war die Einwohnerzahl auf etwa 900 angestiegen. Seit den 1960er Jahren wandelte sich Strümp zu einem typischen Wohnort. In großem Umfang wurden Wohnbaugebiete ausgewiesen, der Großteil der Bewohner pendelt aber zur Arbeit nach Düsseldorf, Krefeld oder in den weiteren Rhein-Ruhr-Raum. Sukzessive entstand auch etwas Einzelhandel und Kleingewerbe (siehe Abschnitt Wirtschaft und Infrastruktur unten).
Strümp wurde am 1. Januar 1970 nach Meerbusch eingemeindet. Der Landtag von Nordrhein-Westfalen beschloss 1974 die Auflösung der Stadt Meerbusch und die Aufteilung von Strümp auf die Städte Düsseldorf (Hauptteil) und Krefeld. Die Stadt Meerbusch erwirkte jedoch beim Verfassungsgericht in Münster die Aussetzung des Auflösungsbeschlusses. Der Landtag von Nordrhein-Westfalen bestätigte daraufhin 1976 die Existenz der Stadt Meerbusch.
Die bis heute von der Stadt Meerbusch weitergeführte Partnerschaft mit der französischen Gemeinde Fouesnant wurde 1968 von Strümp geschlossen.

## Politik

### Wappen
Das 1947 entworfene Strümper Wappen wurde niemals bei der Deutschen Zentralstelle für Heraldik eingetragen und ist – da Strümp keine eigenständige Gemeinde ist – bis heute nicht offiziell. Dennoch wird es von vielen Strümpern, vor allem vom Heimat- und Schützenverein, als das ihre bewahrt und gezeigt, u. a. an der Spitze eines Maibaumes, der ganzjährig auf dem Strümper Marktplatz steht.
Blasonierung: Das Wappen ist halbgespalten und geteilt, zeigt im ersten Feld eine grüne Eiche auf blauem Grund (für den Waldreichtum der Region) mit Stern und Mond (für die keltischen Siedler der Frühzeit), im zweiten Feld ein rotes Pferd und ein rotes Rind (für die am Ort übliche Viehzucht) auf grünem Grund mit einer Sonne. Der Schildfuß ist durch ein blaues Wellenband (für den o. g. Bach Strempe) schräg weiß und rot geteilt und zeigt vorn eine Kornähre (für die fruchtbaren Felder um Strümp), hinten ein Rad und einen Hammer (für das Strümper Handwerk).

## Kultur und Sehenswürdigkeiten

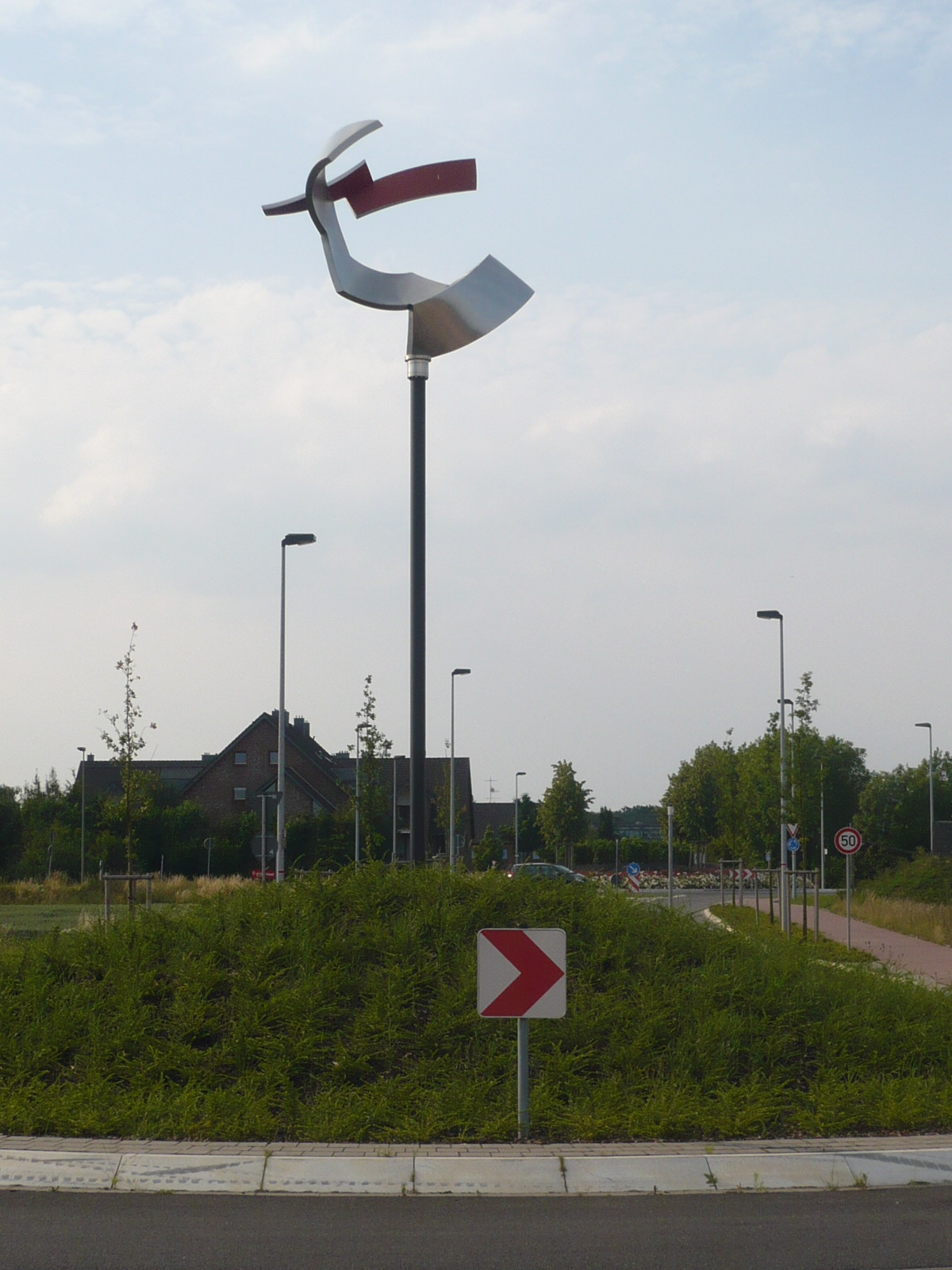
„Schwinge der Freundschaft“, Skulptur von Will Brüll, Symbol der von Strümp begründeten Städtepartnerschaft zwischen Meerbusch und Fouesnant, aufgestellt am Kreisverkehr Am Strümper Busch

Die Tankstelle an der Schlossstrasse/Ecke Osterather Straße diente bereits mehrfach als Filmkulisse, u. a. für den Film Der Krieger und die Kaiserin.

### Bauwerke
Katholische Kirche St. Franziskus

Am westlichen Ortsrand (51° 16′ 57,8″ N, 6° 38′ 54,6″ O), nahe der L154 nach Osterath, findet sich die katholische Kirche, deren Patron der heilige Franz von Assisi ist. Wie oben im Abschnitt Geschichte erklärt, ersetzte diese die weit kleinere Kapelle St. Amandus und St. Vedastus. Die Kirche wurde in moderner Bauweise von den Architekten Schöningh & Nagel entworfen und ab 1961 gebaut. Viele Gegenstände im Inneren schufen der Strümper Bildhauer Karl Franke und sein Sohn Michael. Der Kreuzweg stammt von Egino Weinert, die Fenster von Ernst Oberhoff, Professor an der Kunstakademie Wuppertal und dessen Schülern.
Evangelische Versöhnungskirche

Ebenfalls am westlichen Rand des Ortes findet sich die 1985/86 erbaute, evangelische Versöhnungskirche, eine Außenstelle der evangelischen Kirchengemeinde Lank.
Schloss Pesch

Nordwestlich von Strümp, an der L 386 auf halbem Wege Richtung Bösinghoven liegt in einer weitläufigen Parkanlage das Schloss Pesch, ein ehemaliges Jagdschloss der Herzöge von Arenberg. Schloss und Park befinden sich in Privatbesitz und sind nicht zu besichtigen.

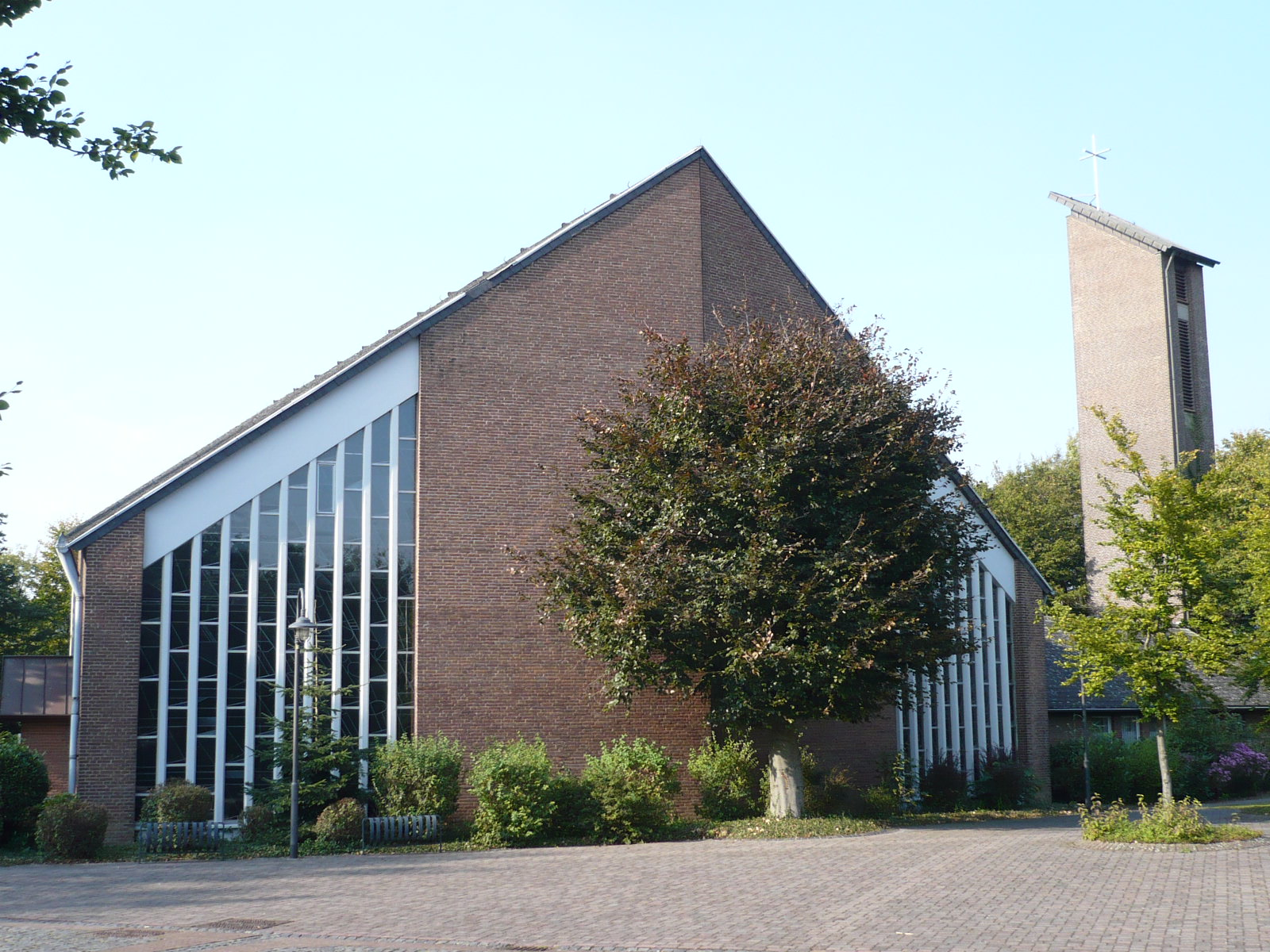
St. Franziskus
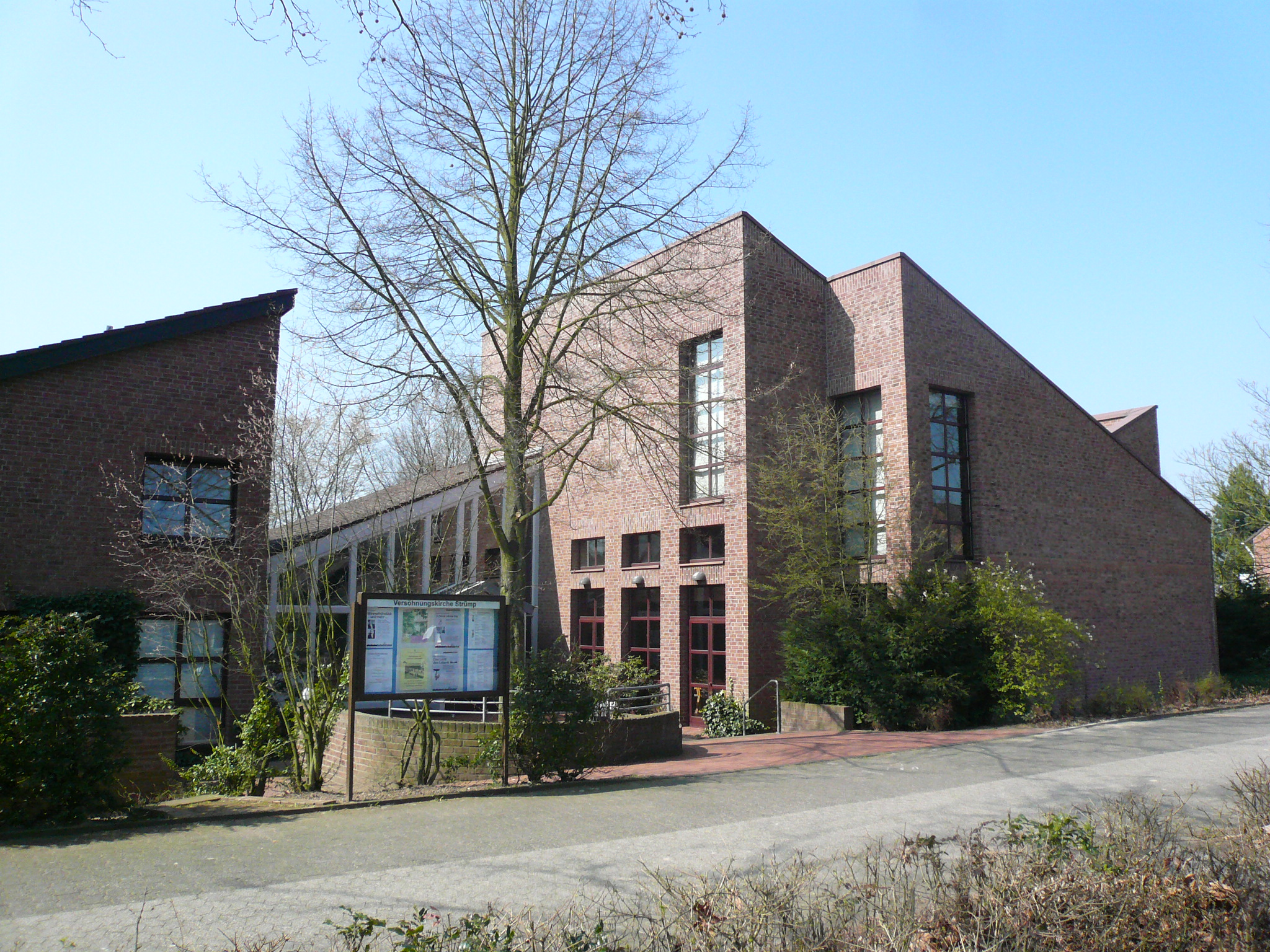
Versöhnungskirche
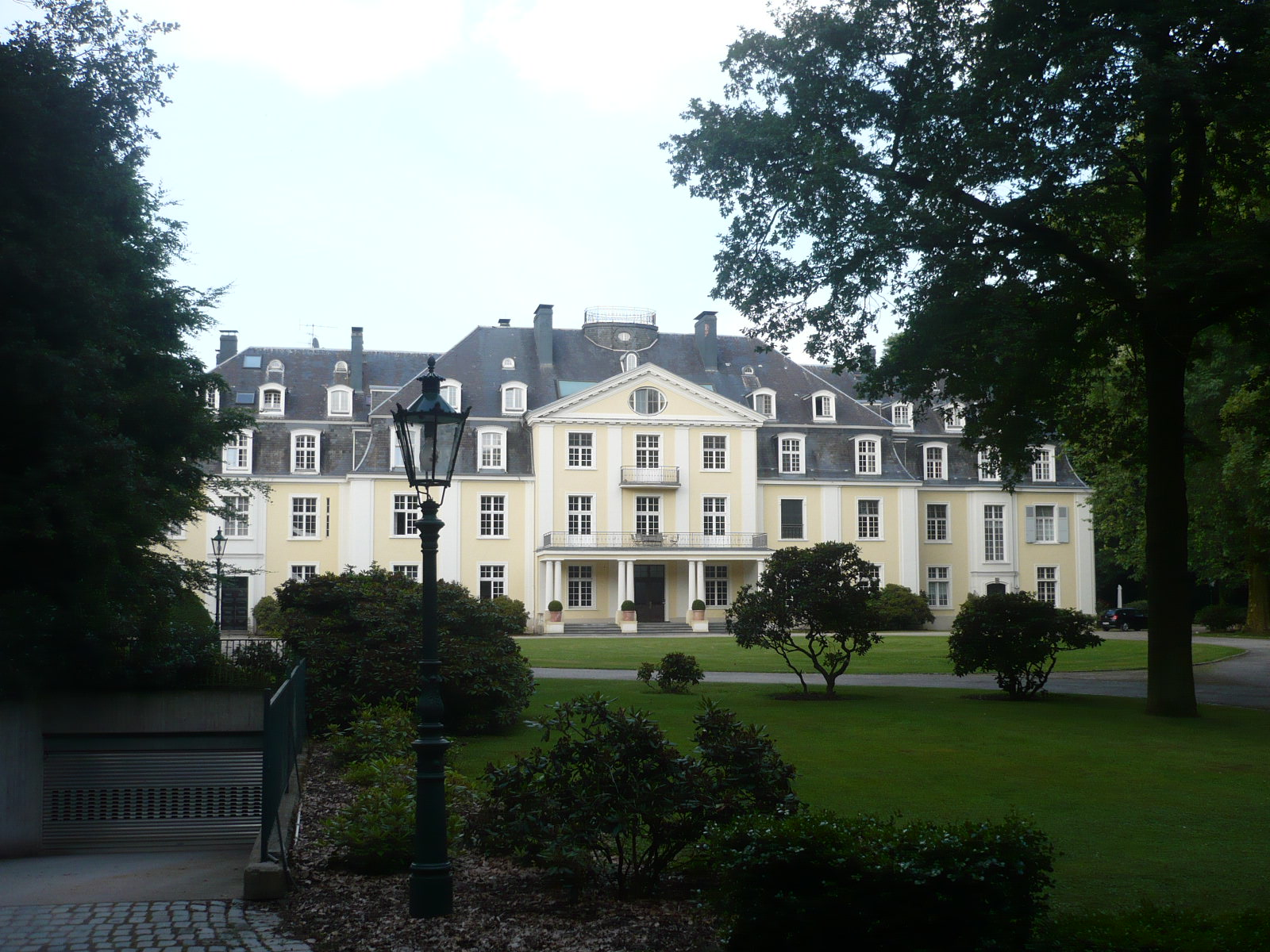
Schloss Pesch

## Sport
In Strümp sind verschiedene Sportvereine ansässig:
- Der Spiel- und Sportverein SSV Strümp 1964 e. V. unterhält am westlichen Ortsrand ein Sportgelände und bietet Aktivitäten in den Disziplinen Fußball, Tischtennis, Gymnastik, Turnen, Badminton und Nordic Walking.[10]
- Der Tennisclub TC Strümp e. V. von 1969 unterhält am westlichen Ortsrand ein Sportgelände mit sieben Tennisplätzen.[11]

## Regelmäßige Veranstaltungen
Alle zwei Jahre (zuletzt 2023) richtet der Heimat- und Schützenverein Strümp 1865 e. V. ein großes Volks- und Schützenfest aus.

## Wirtschaft und Infrastruktur
In Strümp findet sich vor allem Einzelhandel, Kleingewerbe, Landwirtschaft und Gartenbau. Als produzierendes Unternehmen ist die Firma Wendt nennenswert, ein 1920 gegründetes, international tätiges Unternehmen für Schleiftechnik, das in Strümp seinen Hauptsitz hat und hier ca. 230 Mitarbeiter beschäftigt. Wendt wurde 2010 von der Schweizer Firma 3M übernommen.

### Verkehr
Strümp liegt verkehrsgünstig nahe dem Autobahnkreuz Meerbusch, wo sich die Bundesautobahnen 44 (in Ost-West-Richtung) und 57 (in Nord-Süd-Richtung) kreuzen. An die A 44 ist Strümp direkt über die Anschlussstelle 28 (Lank-Latum) angebunden; an die A 57 indirekt über das Kreuz Meerbusch oder die Anschlussstelle Bovert. 

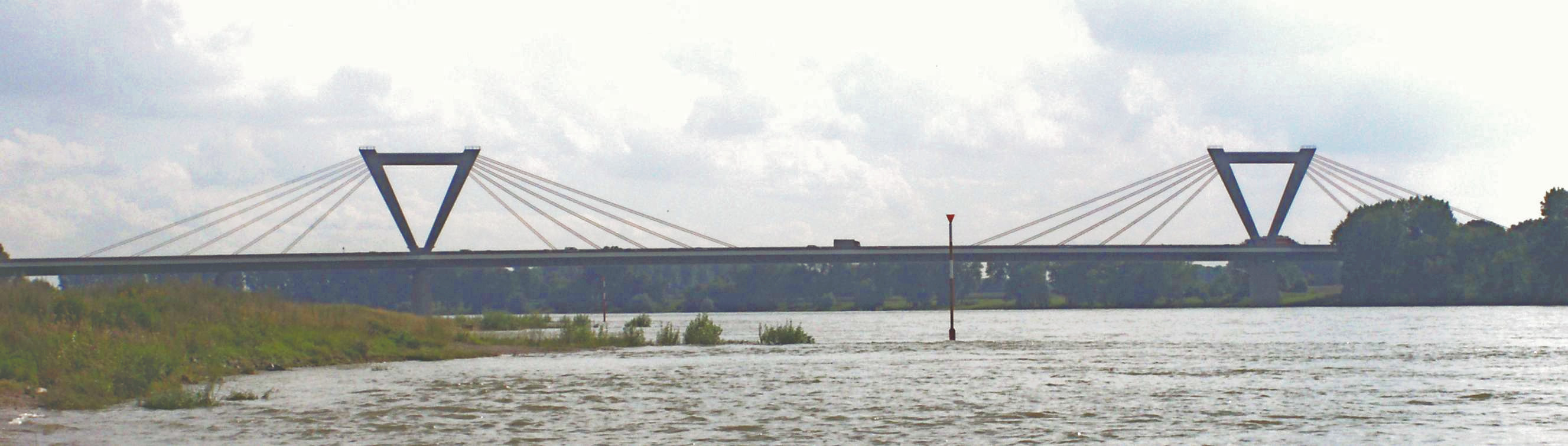
Flughafenbrücke der A 44 nordöstlich von Strümp

Der Ausbau der Bundesautobahn 44 nördlich von Strümp bis zur neuen Flughafenbrücke im Jahre 2005 stellte eine besondere Herausforderung dar, da die Autobahn zur Erhaltung von Naturschutzgebieten (Altrheinschlinge Ilvericher Bruch) teilweise unterirdisch geführt werden musste und die Tunnel in Rheinnähe deutlich unterhalb des Grundwasserniveaus liegen.
Trotz der Nähe zum Flughafen Düsseldorf ist Strümp von Fluglärm bei normalem Wind nur mäßig betroffen, da der Ort am nördlichen Rand des Start- und Landetrichters liegt.
An das öffentliche Verkehrsnetz der Rheinbahn ist Strümp nur per Bus angebunden. Mehrere Linien (830, 831, 839) fahren regelmäßig nach Süden zum Haus Meer, von wo mit der sogenannten K-Bahn Anschluss nach Düsseldorf und Krefeld besteht. Alternativ geht es per Bus nach Osterath (Linie 832), Moers via Uerdingen (Linie 831) oder Neuss (Linie 830), jeweils mit Bahnhof der Deutschen Bahn.

### Bildung

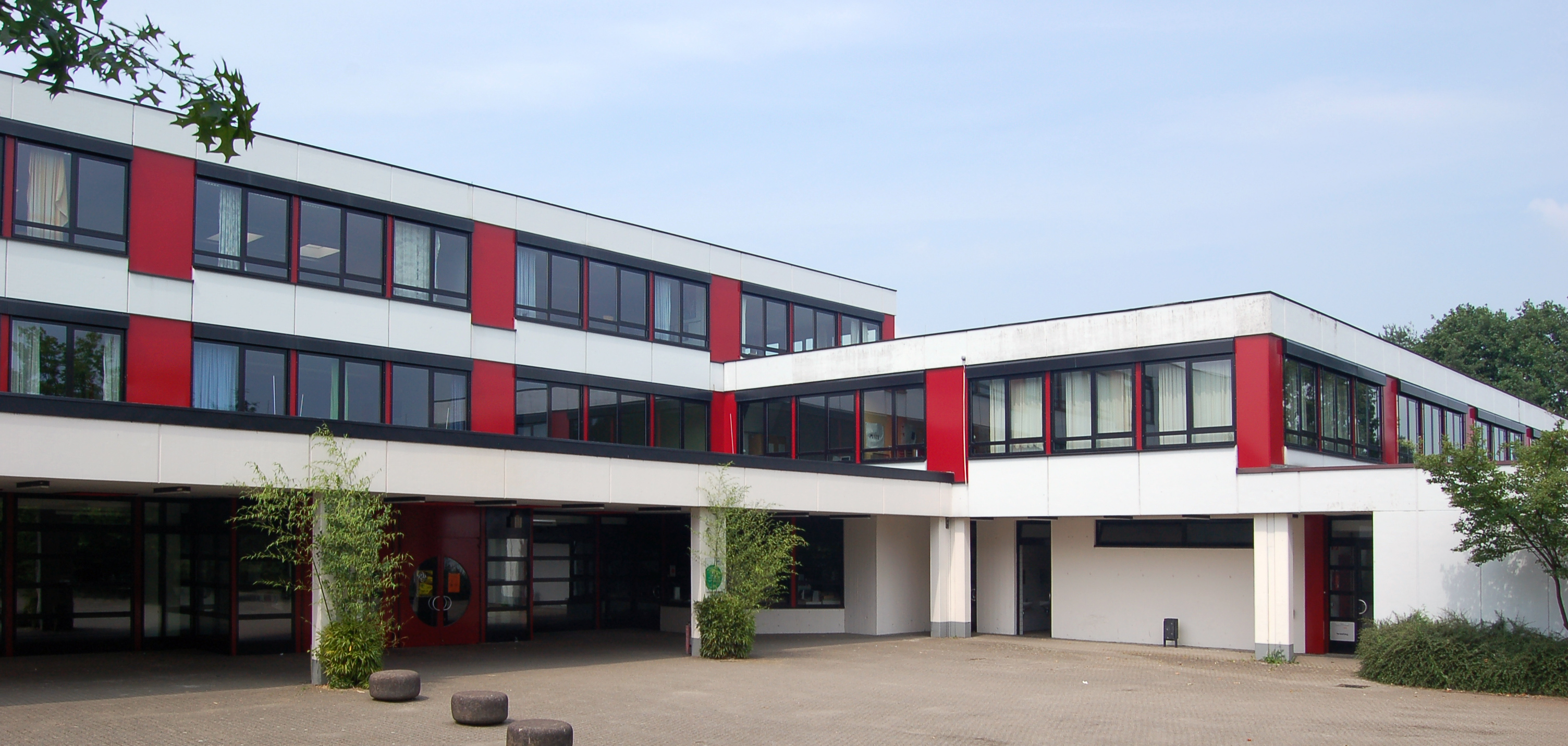
Meerbusch-Gymnasium

Strümp bietet als Bildungseinrichtungen vier Kindergärten (Städtischer Kindergarten Kunterbunt, katholischer Kindergarten St. Franziskus, Kindertagesstätte Schatzinsel und die Elterninitiative Kindergarten 71 e. V.), sowie eine Grundschule (Martinus-Schule). Die Förderschule (Raphael-Schule) löste sich am 19. Juli 2013 auf, da zu wenige Schüler die Schule besuchten. Als weiterführende Schule ist das Städtische Meerbusch-Gymnasium am Ort angesiedelt.

### Rettungswesen
Die Freiwillige Feuerwehr Meerbusch hat in Strümp einen Löschzug mit einem modernen Feuerwehrhaus und vier Fahrzeugen stationiert.